# روی مارکوی
روی مارکوی (انگلیسی: Rui Marques؛ زادهٔ ۳ سپتامبر ۱۹۷۷) یک بازیکن فوتبال اهل آنگولا است.